# Nationalisme noir aux États-Unis
Pour un article plus général, voir Nationalisme noir.
Le Black nationalism (Nationalisme noir) est un mouvement social et politique américain né dans les années 1850, alors que l'esclavage des Noirs était encore légal aux États-Unis.
Il est devenu plus populaire avec Marcus Garvey dans les années 1920, un des prémices du mouvement des droits civiques. La Universal Negro Improvement Association and African Communities League de Marcus Garvey était influencée par ses prédécesseurs, Martin Delany, Henry Sylvester-Williams, le Dr Joseph Robert Love (en) et Edward Wilmot Blyden. La UNIA voulait utiliser la force économique afin d'influencer un sentiment communautaire entre les « Africains, qu'ils soient chez eux ou ailleurs » (« those at home and those abroad »).
Proches du mouvement panafricain, certains adhérents du Black nationalism revendiquent la création d'une nation afro-américaine séparée aux États-Unis, d'autres revendiquent le retour en Afrique, et d'autres enfin revendiquent plus simplement un statut spécifique au sein des États-Unis : écoles séparées, quartiers particuliers, entreprises aux effectifs et aux clientèles essentiellement noires.

## Fondateurs
Sous le pseudonyme d'Augustine, Lewis Woodson a écrit des lettres entre 1837 et 1841, publiées dans le journal Colored American, qui prônaient des initiatives, indépendantes de la bienveillance des Blancs, visant à créer des institutions propres aux Noirs américains (dont des églises, des écoles et des journaux). Alors que l'esclavage était encore en place, Woodson insistait sur la nécessité de s'organiser afin d'aider la communauté noire une fois l'esclavage aboli — ce qui n'a été fait qu'après la guerre de Sécession (1861-1865) avec le Treizième amendement à la Constitution. Contrairement à d'autres anti-esclavagistes, Woodson n'a jamais milité en faveur d'une émigration vers l'Afrique ou pour une révolte des esclaves. Il a été considéré par l'historien Floyd Miller comme le « père du nationalisme noir ».

## Développement

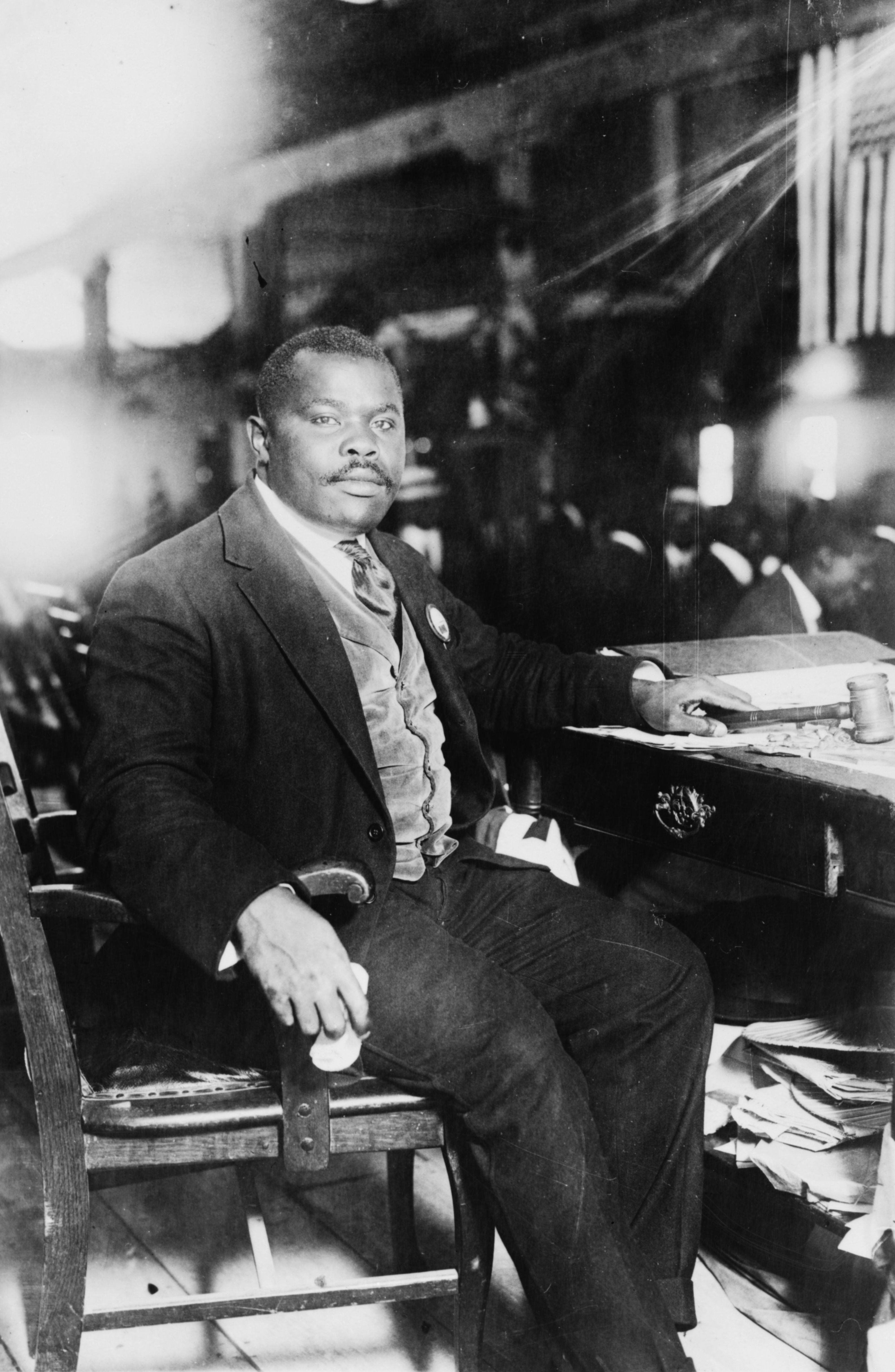
Marcus Garvey en 1924.

Le développement du nationalisme noir aux États-Unis date essentiellement du début du XXe siècle. Il va s'exprimer à travers diverses organisations, plus ou moins marquées d'influences religieuses.

### United Negro Improvement Association
La première grande organisation nationaliste est créée par Marcus Garvey aux États-Unis en 1917. Il s'agit de l’Association universelle pour l’amélioration de la condition nègre (United Negro Improvement Association, UNIA, toujours en activité). La devise de cette association était « Un Dieu ! Un but ! Une destinée ! » (« One God! One aim! One destiny! »). Installé à Harlem au lendemain de la Première Guerre mondiale, de 1918 à 1922, Marcus Garvey est mondialement connu, et prêche pour un retour des noirs en Afrique, seul façon de conquérir l'indépendance.
Son discours politique est étroitement mêlé d'influences religieuses : « Laissons le Dieu d'Isaac et le Dieu de Jacob exister pour la race qui croit au Dieu d'Isaac et de Jacob. Nous, les Nègres, croyons au Dieu d'Éthiopie, le Dieu éternel, Dieu le Fils, Dieu le Saint-Esprit, le Dieu de tous les âges. C'est le Dieu auquel nous croyons, et nous l'adorerons à travers les lunettes de l'Éthiopie ».
En 1921, le révérend James Morris Webb prononce un discours cité par le quotidien conservateur The Daily Gleaner : « Regardez vers l'Afrique, où un roi noir sera couronné, qui mènera le peuple noir à sa délivrance ». Garvey reprendra cette prophétie, qui lui sera par la suite attribuée, et qui lui vaut d'être encore considéré comme un prophète par les adeptes du mouvement rastafari.

### Moorish Science Temple of America
Une autre organisation ayant eu une certaine importance est le Moorish Science Temple of America (le temple de la science maure d'Amérique), ou Holy temple of moorish science, une organisation religieuse fondée en 1913 à Newark dans le New Jersey, et prétendant être musulmane. En pratique, le groupe est un syncrétisme puisant certaines de ses sources (outre l'islam) dans le bouddhisme, le christianisme, la franc-maçonnerie, le gnosticisme et le taoïsme.
Son principe fondamental est que les Afro-Américains étaient d'ascendance maure, et étaient de ce fait d'origine musulmane.
Le créateur et prophète du groupe était Noble Drew Ali, né Timothy Drew (1886-1929) en Caroline du Nord. Le groupe avait sa propre version du Coran, supposée avoir été perdue par les autres musulmans, et étant la forme véritable du Coran. Le nom donné à ce livre est Holy Koran of the Moorish Science Temple of America, parfois abrégé en Circle Seven Koran.
Ali enseignait que les Maures étaient « asiatiques », et qu'il existait seulement deux peuples sur la planète, les Européens et les Asiatiques. Les peuples de l'Asie, de l'Afrique, et du Pacifique, mais aussi les Latino-américains, et le peuple autochtone des Amériques étaient tous considérés comme « asiatiques » dans des enseignements du Temple. Pour celui-ci, les Européens représentaient « l'individu inférieur » (Satan), chassés de la Mecque par les musulmans asiatiques. En pratique, la nouvelle religion exaltait le nationalisme noir et s'adressait surtout aux Afro-Américains. Marcus Garvey, était particulièrement respecté, du moins après sa célébrité (le Moorish Science Temple a été créé avant l'UNIA).
La pensée politique du groupe était peu développée, mais l'insistance sur la supériorité noire et le destin spécifique des Noirs, les références à Marcus Garvey, font du Moorish Science Temple une organisation nationaliste noire.
Bien que l'organisation elle-même n'ait pas eu un poids très important, elle va avoir une influence intellectuelle déterminante sur ce qui deviendra un des plus importants courants nationalistes noirs aux États-Unis, la Nation of Islam (Nation de l'Islam).

### Nation of Islam

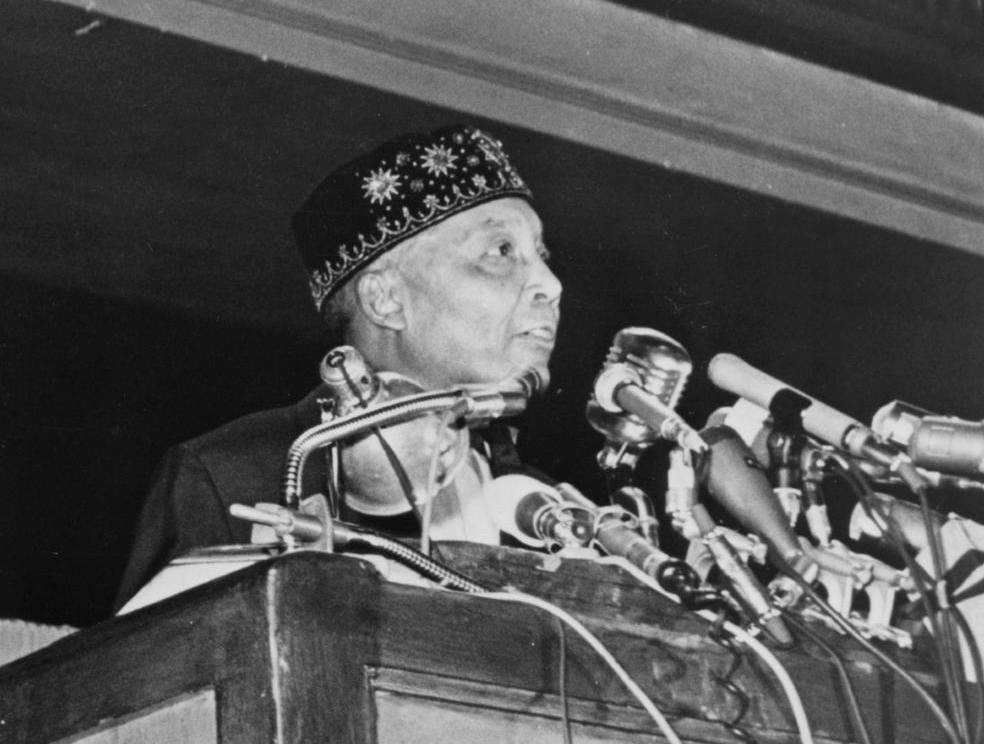
Elijah Muhammad dans les années 1960.

La Nation of Islam, ou Lost - found Nation of Islam in North-America, parfois aussi appelée Allah Temple of Islam est la matrice de quasiment toutes les organisations musulmanes actuelles de la communauté afro-américaine, et a été fondée à Détroit, dans le Nord des États-Unis, en 1930, par Wallace Fard Muhammad. La Nation de l’Islam pense que celui-ci est le Messie (ou le Mahdi) attendu par les musulmans. L’organisation finira même par aller sensiblement plus loin, en le considérant comme Dieu incarné.
L'organisation développe un discours mélangeant religion, politique et séparatisme radical :
- L’Islam est la véritable religion de l’homme noir, et est réservée aux Noirs, et en théorie aux autres populations « de couleur ». Selon un discours d’Elijah Muhammad : « vous pouvez facilement les distinguer [les Blancs] de nos peuples (foncé, brun, jaune ou rouge) »[5]. En pratique, il n’y a jamais eu de véritable tentative de la N.O.I. de s’adresser à d’autres groupes ethniques que les Afro-Américains. L’Islam insiste au contraire sur sa vocation universelle[6].
- Les Blancs sont une race inférieure, créée par un scientifique noir, du nom de Yakub[7], il y a 6 000 ans. Ils sont les représentants du diable sur la terre, mais les prophéties annoncent la fin de leur règne. « L’homme noir a produit ces quatre couleurs : brun, rouge, jaune et blanc […] l’homme noir, pourtant, est le créateur de tous […] Maintenant, le grand Mahdi[8] (Dieu en personne) avec sa sagesse, connaissance et compréhension infinies, va remettre l’homme noir originel dans la situation originelle où il était au commencement, le Dieu et le gouverneur de l’univers »[5]. « Nous avons vu la race blanche (démons) dans le ciel, parmi les justes, causant des troubles […], jusqu’à ce qu’ils aient été découverts. […] Ils ont été punis en étant privés des conseils divins […] presque ravalés au rang des bêtes sauvages. […] sautant d’arbre en arbre. Les singes en procèdent. […] Avant eux, il n’y avait rien comme les singes et les cochons »[7].
- Les mariages inter-raciaux sont interdits : « Nous croyons que les mariages mixtes ou le mélange des races devraient être interdits »[9].
- Volonté de créer un État indépendant noir, par exemple dans le Sud des États-Unis, quitte à organiser un déplacement massif des Noirs vers ce nouveau pays. « Nous voulons que notre peuple en Amérique dont les parents et grands-parents étaient des descendants d’esclaves puisse établir un État séparé »[10]. Ce projet n’a cependant jamais réellement été soutenu par des initiatives concrètes : « le séparatisme racial que Muhammad a pratiqué était plus symbolique que toute autre chose, limité à construire une identité noire et à la création d’institutions et d’entreprises dirigées par des Noirs. Les changements-tremblements de terre, tels que la destruction du “diable blanc” et la tâche monumentale du transport et de la réinstallation de vingt millions de Noirs ailleurs, ont été laissés à Allah, qui choisirait sa propre heure pour agir »[11] ». La participation aux élections est interdite, et les membres refusent de faire leur service militaire[12].

L'organisation va connaître une forte croissance à partir des années 1950, assez largement sous l'influence de Malcolm X, jusqu'à compter des dizaines de milliers de membres dans les années 1960.
La majorité des membres vont se rallier à l'Islam sunnite orthodoxe à partir de 1975, sous l'influence du fils et successeur d'Elijah Muhammad, Warith Deen Muhammad. Ce faisant, ils cessent de se réclamer du nationalisme noir. Les partisans de Warith Deen Muhammad « professent maintenant l’harmonie raciale, l’amour fraternel et le patriotisme américain ». Warith Deen Muhammad participera ainsi à une prière œcuménique au congrès américain dans les années 1990, sous la présidence de Bill Clinton. Les communautés relevant de ce mouvement sont ouvertes à toutes les races, même si elles restent en pratique surtout composées d’Afro-Américains. Une sensibilité communautaire, voire nationaliste, reste donc très présente chez les musulmans noirs sunnites, même si le nationalisme n'est plus officiellement revendiqué. Les membres de cette tendance sont entre 1 et 2 millions aux États-Unis.
Une minorité des membres de l'ancienne Nation of Islam a refusé l'évolution vers le sunnisme, et l'abandon officiel du nationalisme noir. Ils ont repris en 1981 le nom de Nation of Islam, et sont dirigés depuis cette époque par Louis Farrakhan. Le refus des mariages mixtes et un état séparé sont toujours revendiqués. Cependant, la N.O.I. actuelle ne refuse plus le vote aux élections américaines. Celui-ci est même encouragé : Pour « la véritable réhabilitation politique de la communauté [noire], minister Farrakhan s’est ré-enregistré pour voter en juin 1996 et a formé une coalition d’organisations religieuses, civiques et politiques pour porter la voix de ceux qui sont privées des droits civiques dans le paysage politique ». Le nationalisme est donc en pratique réinterprété vers une autonomie culturelle et économique des Noirs, plus que vers leur indépendance politique.

### Les «hébreux noirs»
Les Hébreux noirs sont un ensemble de groupes considérant que les Israélites de l'Ancien Testament étaient en fait des Noirs, et que les Noirs actuels sont leurs descendants. Les thématiques de l'esclavage, de la délivrance, de l'exode, expliquent cette identification aux anciens Hébreux, et la thématique du « Peuple élu » renforce la fierté noire.
Le mouvement des Hébreux noirs est hétérogène. Ainsi, certains groupes sont violemment racistes, d'autres non. Certains refusent aux juifs blancs le statut de véritables Israélites, quand d'autres l'acceptent. Certains prônent l'émigration vers l'Afrique, d'autres vers la « Terre sainte », d'autres encore préfèrent se maintenir aux États-Unis, mais en revendiquant une forte autonomie communautaire.
La première organisation identifiée est la Church of the Living God, the Pillar Ground of Truth for All Nations, fondée en 1886 à Chattanooga.
La Church of God and Saints of Christ est organisée par William Saunders Crowdy, en 1896. Comme son nom l'indique, elle mélange des pratiques juives et chrétiennes. Elle ne se revendique pas officiellement du nationalisme noir, mais son fort particularisme ethno-religieux l'en rapproche. Elle est basée à Belleville, en Virginie.
La African Hebrew Israelites of Jerusalem a été fondé dans les années 1960 à Chicago par Ben Carter. Le groupe pratique la polygamie, rejette le Talmud, est végétarien, et a majoritairement émigré à partir de 1969, d'abord vers le Liberia, puis vers Israël. Il n'est pas reconnu comme juif par l'état d'Israël, et considère que les noirs américains descendent des dix tribus perdues, et sont le véritable peuple élu.
La Nation of Yahweh est un groupe ultra-nationaliste, prônant la supériorité raciale des Noirs. Il a été créé à la fin des années 1970 près de Miami, en Floride, par Yahweh ben Yahweh (Hulon Mitchell Junior). Les membres du groupe sont les « vrais juifs », et les Blancs sont qualifiés de « diables blancs », dans une rhétorique similaire à celle de la Nation of Islam des débuts. Tom Metzger, du groupe raciste White Aryan Resistance, les a qualifiés de « notre contrepartie noire ».
La Israelite Church of GOD in Jesus Christ a été fondée par Abba Bivens à Harlem, dans les années 1960. Elle est ouverte aux Noirs, Latino-américains et Indiens (en pratique essentiellement les Noirs), mais pas aux Blancs. Ceux-ci sont assimilés aux Edomites de l'ancien testament, ennemis des Juifs. Le groupe est un des plus puissants.

### Le Black Panther Party
Le Black Panther Party a été fondé en 1967 en Californie. Contrairement aux autres groupes nationalistes noirs, les Black Panthers n’avaient pas de références religieuses. Il prônait l'auto-organisation des noirs et l'auto-défense, et s'affichait comme défendant le droit au libre port d'armes, y compris en public. Le parti s'est dissous au début des années 1970, sous la double pression de la répression du FBI (programme COINTELPRO, procès des Panther 21, etc.) et des divergences internes (opposition entre Eldridge Cleaver, qui sera exclu et dont des sympathisants formeront la Black Liberation Army, et David Hilliard).
Selon le programme en dix points du parti (Ten Point Plan) :

« 1. Nous voulons la liberté. Nous voulons le pouvoir de déterminer le destin de notre Communauté noire.

2. Nous voulons le plein emploi pour notre peuple.

3. Nous voulons la fin du vol de notre Communauté noire par les capitalistes.

4. Nous voulons des habitations décentes, propres à l'hébergement de personnes.

5. Nous voulons une éducation pour notre peuple qui expose la véritable nature de cette société Américaine décadente. Nous voulons une éducation qui nous enseigne notre véritable histoire et notre rôle dans la société d'aujourd'hui.

6. Nous voulons que tous les hommes noirs soient exemptés du service militaire.

7. Nous voulons la fin immédiate de la brutalité policière et du meurtre des personnes noires.

8. Nous voulons la liberté pour tous les hommes noirs détenus dans des prisons municipales, de comtés, d’État et fédérales.

9. Nous voulons que toutes les personnes noires amenées devant des tribunaux soient jugées par leurs pairs ou par des personnes de leurs communautés noires tel que défini dans la Constitution des États-Unis.

10. Nous voulons des terres, du pain, des logements, de l'éducation, des vêtements, la justice et la paix. »

Le groupe pratiquait un nationalisme modéré, et ne revendiquait pas d'État noir spécifique, tout en considérant que les Noirs américains formaient une nation à part entière :
« Nous, le parti des Panthères noires, nous voyons les Noirs comme une nation à l'intérieur d'une nation, mais pas pour des raisons racistes. Nous le voyons comme une nécessité qui s'impose, si nous voulons progresser en tant qu'êtres humains et vivre sur cette terre en accord avec autres peuples […] Si les gens veulent s'intégrer - et je présume qu'ils y arriveront d'ici cinquante ou cent ans - c'est leur affaire. […] Le racisme et les différences ethniques permettent au pouvoir d'exploiter la masse des travailleurs de ce pays parce que c'est par là qu'il maintient son contrôle. »

## Objectifs

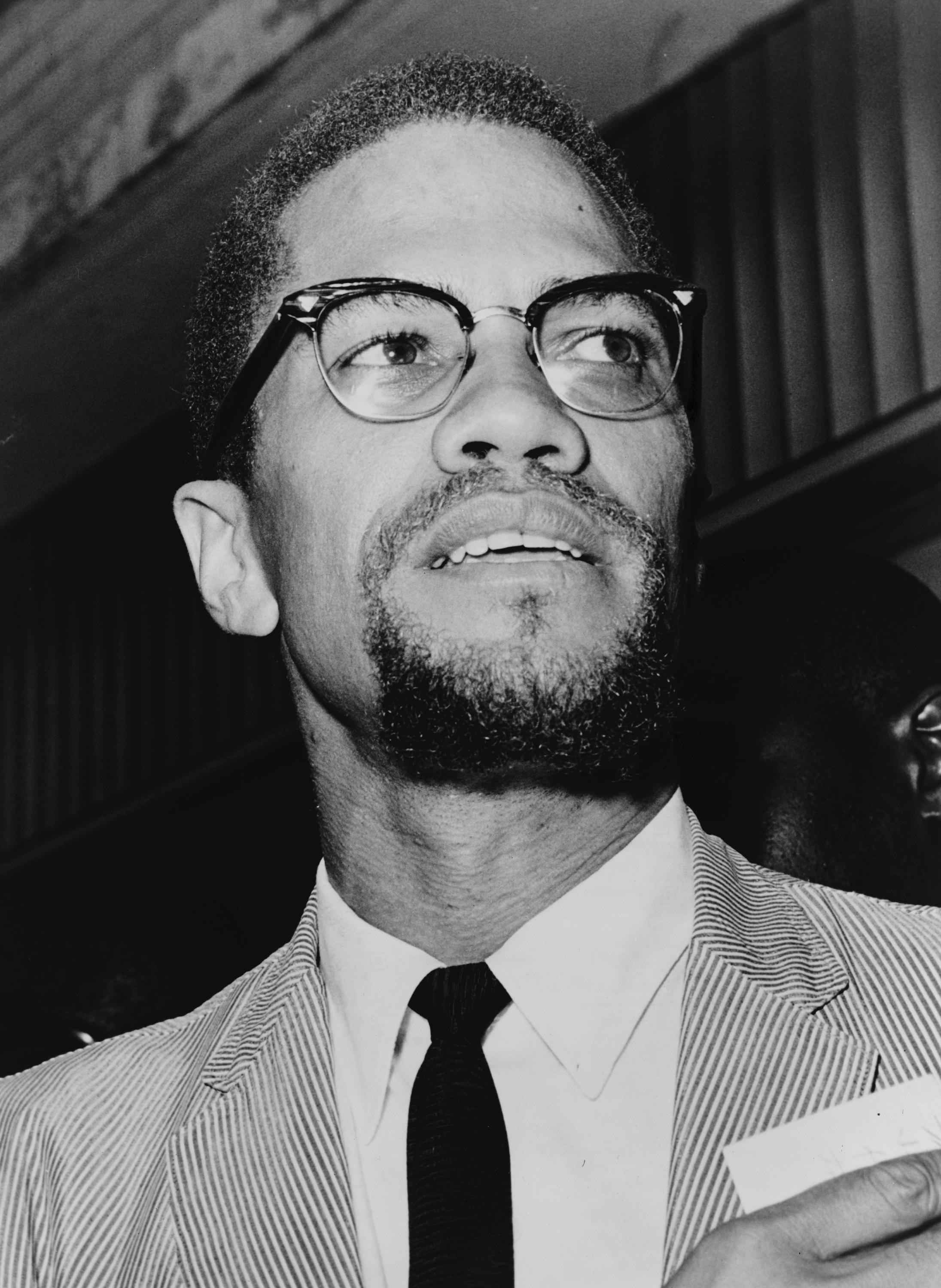
Malcolm X.

Certains nationalistes noirs ont milité pour le retour en Afrique. Le dirigeant le plus connu de cette tendance a été Marcus Garvey. Cette idéologie a donné naissance à des choix individuels de petite envergure au cours du XXe siècle mais n'est plus activement défendu par des organisations afro-américaines d'envergure.
D'autres nationalistes ont milité pour un État séparé en Amérique, plutôt dans le Sud des États-Unis, quitte à pratiquer ensuite des échanges de population, les noirs quittant les États-Unis pour s'installer dans le nouvel État, et les blancs quittant celui-ci pour gagner les États-Unis. Un courant important ayant revendiqué une telle solution est Nation of Islam. L'organisation est toujours officiellement fidèle en 2007 à un tel projet, mais celui-ci ne semble plus activement défendu.
Une troisième sensibilité a milité pour un séparatisme ethnique interne aux États-Unis, sans état spécifique. Il s'agit alors d'encourager les Afro-Américains à créer leurs propres écoles, leurs propres universités, leurs propres entreprises, voir leurs propres religions (comme l’islam très particulier de la Nation of Islam, réservé aux noirs). Il s'agit de créer les conditions d'une indépendance culturelle, économique, religieuse et intellectuelle. Cette vision plus sociale et culturelle que spécifiquement politique n'est pas toujours en contradiction avec les deux premières approches, mais peut être présentée comme une solution d'attente. Nation of Islam présente ainsi sa revendication d'écoles ou d'entreprises séparées comme permettant au noir de maintenir et de renforcer leur identité en l'attente d'une éventuelle indépendance. D'autres militants ont cependant définitivement abandonné l'objectif d'un séparatisme politique, au profit d'une auto-organisation des communautés afro-américaines.
En matière de mariages mixtes, les nationalistes noirs ont pris des positions contrastées, mais souvent réticentes, parfois franchement hostiles : « Nous croyons que les mariages mixtes ou le mélange des races devraient être interdits ».
La vision des blancs est également contrastée. Si les nationalistes sont tous d'accord pour dénoncer le racisme historique et l'esclavage, certains vont plus loin et développe une pensée violemment raciste. « Nous avons vu la race blanche (démons) dans le ciel, parmi les justes, causant des troubles […], jusqu’à ce qu’ils aient été découverts. […] Ils ont été punis en étant privé des conseils divins […] presque ravalés au rang des bêtes sauvages. […] sautant d’arbre en arbre. Les singes en procèdent. […] Avant eux, il n’y avait rien comme les singes et les cochons ». Cette pensée raciste a par contre été dénoncée par d'autres nationalistes, comme Malcolm X : « L'Amérique doit comprendre l’islam, parce que c'est la seule religion qui efface de sa société le problème des races », ou Huey P. Newton : « le racisme et les différences ethniques permettent au pouvoir d'exploiter la masse des travailleurs de ce pays parce que c'est par là qu'il maintient son contrôle ».
De façon symbolique, beaucoup de nationalistes noirs ont prôné le changement de noms. Les noms des Afro-Américains sont en effet des noms occidentaux. Les noms de familles ont généralement été donnés par les maîtres d'esclaves. Se débarrasser des « noms d'esclave » apparait donc comme une façon d'affirmer l'autonomie des noirs américains par rapport aux blancs, tout en renouant avec ses racines réelles ou supposées. Une des premières organisations à avoir organisé ce changement de noms est le Moorish Science Temple of America, dès le début du XXe siècle. Les membres ajoutaient souvent les suffixes « Bey » ou « El » à leurs noms, pour affirmer leur supposé héritage maure (par exemple Timothy Dingle El). Nation of Islam, et à sa suite les musulmans noirs sunnites ont également beaucoup pratiqué le changement de nom, prenant des patronymes musulmans (comme Cassius Clay devenant Mohamed Ali), ou remplaçant parfois leur nom de famille originel par un « X » symbolisant l'inconnu du nom de l'ancêtre originel réduit en esclavage. C'est ainsi le cas de Malcolm X ou de Norman 3X Butler, un de ses assassins. Enfin, sous cette influence, des nationalistes non musulmans, comme Stokely Carmichael (plus tard Kwame Toure), ont pris un nom africain, pour affirmer leur héritage.
De façon plus restreinte, mais pour les mêmes raisons symboliques, certains nationalistes ont adopté des vêtements « musulmans » (en pratique moyen-orientaux), ou africains.

## Rapport avec le mouvement pour les droits civiques

Le drapeau de « la race africaine » rouge (le sang versé pour la liberté), noir (le peuple Noir) et vert (abondance de la nature d'Afrique) créé par l'UNIA en 1920.

Le nationalisme noir a été, avec le courant assimilationniste incarné par la NAACP, un des points d'appuis de la revendication pour la reconnaissance des droits civiques des noirs américains.
Cependant, au nom de la revendication de la séparation d'avec les blancs, certains nationalistes radicaux ont refusé de soutenir le mouvement des droits civiques. Celui-ci était en effet soutenu par certains blancs (« libéraux » dans le vocabulaire politique américain), et revendiquait pour les Afro-Américains une place de citoyens américains comme les autres. C'est au nom du refus de l'intégration au sein de la société américaine, du refus de la coopération avec les « diables blancs » (même « libéraux ») et du refus du vote aux élections américaines, que les nationalistes radicaux de la Nation of Islam (à l'époque d'Elijah Muhammad) ont refusé de soutenir Martin Luther King.
La majorité des nationalistes noirs ont cependant soutenu le mouvement des droits civiques, et leurs thématiques tournant autour de la « fierté noire » ont joué un rôle non négligeable dans la mobilisation progressive des populations afro-américaines.
Des évolutions sont également sensibles avec le temps, certaines sensibilités pouvant modifier leurs positions. Ainsi Nation of Islam de l'époque de Elijah Muhammad interdisait à ses membres de voter aux élections américaines, au nom de la revendication d'un état séparé. Sans renoncer à un tel état, et tout en restant ainsi un mouvement nationaliste noir, Nation of Islam encourage depuis les années 1980 le vote des Noirs aux élections américaines, et soutient fortement le mouvement des droits civiques.